# Cornelia de provinciarum magistratibus
Cornelia de provinciarum magistratibus va ser una llei romana que va dictar Luci Corneli Sul·la cap a l'any 80 aC. La llei establia l'imperium (mandat) dels magistrats de les províncies havia de continuar fins que retornessin a Roma. Anteriorment la prorroga requeria una llei especifica al final del seu període d'un any, generalment quan el substitut tardava a anar a la província per diverses causes. Però en el cas que arribés el relleu, sembla que la llei indicava que el magistrat sortint només tenia 30 dies per retirar-se.